# Adro
Adro (brescià: Àder) és un municipi italià de la província de Brescia, a la regió de Llombardia.